# Skeleton under vinter-OL 2014
Skeleton var med på det olympiske program for sjette gang under vinter-OL 2014 i Sotji. Konkurrencerne blev afviklet i perioden fra 13. til 15. februar.

## Forløb
Følgende tabel viser afviklingen af skeleton under vinter-OL 2014.
Alle tider er i (UTC+4).
| Dato        | Tid   | Begivehed                 |
| ----------- | ----- | ------------------------- |
| 13. februar | 11:30 | Kvinders singleløb 1 og 2 |
| 14. februar | 16:30 | Mænds singleløb 1 og 2    |
| 14. februar | 16:30 | Kvinders singleløb 3 og 4 |
| 15. februar | 18:45 | Mænds singleløb 3 og 4    |

## Medaljevindere
| Disciplin | Guld                       | Guld    | Sølv                    | Sølv    | Bronze                | Bronze  |
| --------- | -------------------------- | ------- | ----------------------- | ------- | --------------------- | ------- |
| Mænd      | Aleksander Tretjakov (RUS) | 3:44,29 | Martins Dukurs (LAT)    | 3:45,10 | Matthew Antoine (USA) | 3:47,26 |
| Kvinder   | Elizabeth Yarnold (GBR)    | 3:52,89 | Noelle Pikus-Pace (USA) | 3:53,86 | Jelena Nikitina (RUS) | 3:54,30 |

## Medaljer
| Skeleton under vinter-OL 2014 – Sotji | Skeleton under vinter-OL 2014 – Sotji | Skeleton under vinter-OL 2014 – Sotji | Skeleton under vinter-OL 2014 – Sotji | Skeleton under vinter-OL 2014 – Sotji | Skeleton under vinter-OL 2014 – Sotji |
| ------------------------------------- | ------------------------------------- | ------------------------------------- | ------------------------------------- | ------------------------------------- | ------------------------------------- |
| Nr.                                   | Land                                  | Guld                                  | Sølv                                  | Bronze                                | Totalt                                |
| 1.                                    | Rusland (RUS)                         | 1                                     | 0                                     | 1                                     | 2                                     |
| 2.                                    | Storbritannien (GBR)                  | 1                                     | 0                                     | 0                                     | 1                                     |
| 3.                                    | USA (USA)                             | 0                                     | 1                                     | 1                                     | 2                                     |
| 4.                                    | Letland (LAT)                         | 0                                     | 1                                     | 0                                     | 1                                     |
| Totalt                                | Totalt                                | 2                                     | 2                                     | 2                                     | 6                                     |